# Osívka jarní
Osívka jarní (Erophila verna) je drobná, krátkověká, z jara bíle kvetoucí bylinka, v České republice hodně rozšířený druh rodu osívka.

## Výskyt
Roste v celé Evropě, Přední a Střední Asii a severní Africe, zavlečena byla na americký i australský kontinent. V ČR se vyskytuje často, a to od nížin až do podhorských oblastí. Je hojná na písčitých půdách, hlavně na nezapojených travních porostech, polích, mezích i na náspech okolo cest a železničních tratí.
Mnohdy je první rostlinou, která na volné ploše vyrůstá, vyhovuje jí půda na živiny bohatá i chudá, není však schopna soupeřit se vzrůstnějšími rostlinami. Přirůstá i za chladného počasí, kdy okolní rostliny ještě nerostou. S příchodem léta prakticky ukončuje svůj růst, a proto se vyskytuje hojně i na místech v létě silně vysychajících.

## Popis
Jednoletá nebo ozimá, velmi drobná, efemérní rostlina dorůstající do výše obvykle jen 5 až 15 cm. Z mělkého vláknitého kořene vyrůstá přízemní růžice kopinatých nebo úzce vejčitých listů dlouhých 6 až 10 cm a širokých 2 až 2,5 cm. Obvykle jsou celokrajné nebo hrubě zubaté, u báze zúžené do krátkého plochého řapíku, na vrcholu vesměs zašpičatělé a porostlé 3 až 4ramennými chlupy. Z paždí listu v růžici vyrůstá jedna až šest přímých nebo krátce vystoupavých lodyh, které jsou zcela bez listů. V dolní části, kde jsou porostlé chlupy, bývají nafialovělé a výše trávově zelené.
Na lodyze vyrůstá v hroznovitém květenství (které se při dozrávání plodů prodlužuje) 5 až 25 drobných čtyřčetných květů se stopkami vzpřímenými nebo odstávajícími od vřetene. Zelené vejčité kališní lístky, dlouhé 1 až 2 mm, mají po okraji bílý nebo narůžovělý lem, na vrcholku jsou tupé a někdy jsou porostlé chloupky. Bílé obvejčité korunní lístky, 1,5 až 2,5 mm dlouhé, jsou dvoudílné se širokým zářezem hlubokým do poloviny délky. V květu je šest nestejně dlouhých tyčinek se žlutými prašníky, vejčitý semeník nese krátkou tlustou čnělku s okrouhlou plochou bliznou.
Květy se otvírají brzy z jara a jen ojediněle na nektar přilákají opylující hmyz, většinou se ale opylují autogamně. Plodem je na tenké stopce vyrůstající vzpřímená, plochá, podlouhlá nebo elipsoidní šešulka o délce 5 až 10 mm a jen čtvrtinové šířce. Obsahuje až 50 zploštělých, vejčitých, hnědavých, velmi drobných semen o velikosti asi 0,5 mm.

## Rozmnožování
Osívka jarní je rostlinou rozmnožující se výhradně semeny. U jedné rostliny může dozrát i tisícovka semen, která jsou schopná klíčit od jara až do podzimu, mohou také po několik let ležet v půdě a čekat na vhodný okamžik.
Má krátkou vegetační dobu, začíná kvést často již počátkem března, během několika týdnů dozrají semena a vysypou se na půdu, v červnu již rostlina hyne. Většina semen počne ještě na podzim klíčit, některá z nich stačí ještě do podzimu vykvést a vytvořit semena, ostatní kvetou až další rok.

## Význam
Často současně vyklíčí ohromné množství rostlin (i několik stovek v 1 m²), které mohou utlačovat klíčící užitkové rostliny, ovšem pro svou nepatrnou velikost jen v nejranějším stadiu. Zapleveluje hlavně obilné ozimy a prořídlé jeteloviny, je ale považována za plevel s nízkou konkurenceschopností a tudíž příliš neškodící.

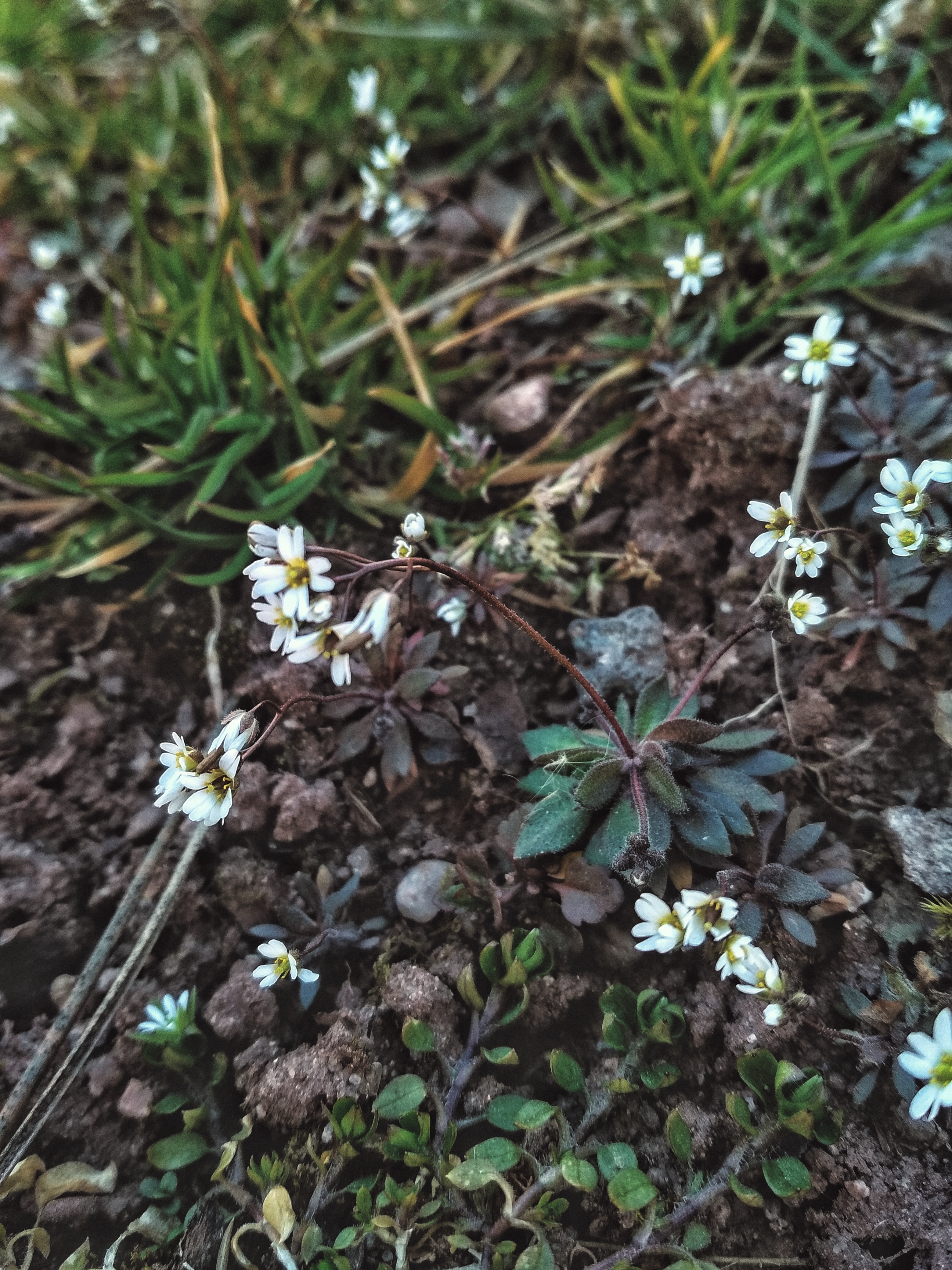
Listová růžice
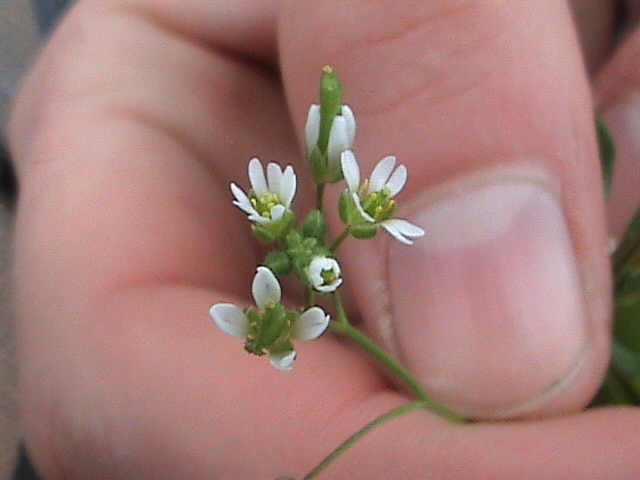
K porovnání hrozen květů
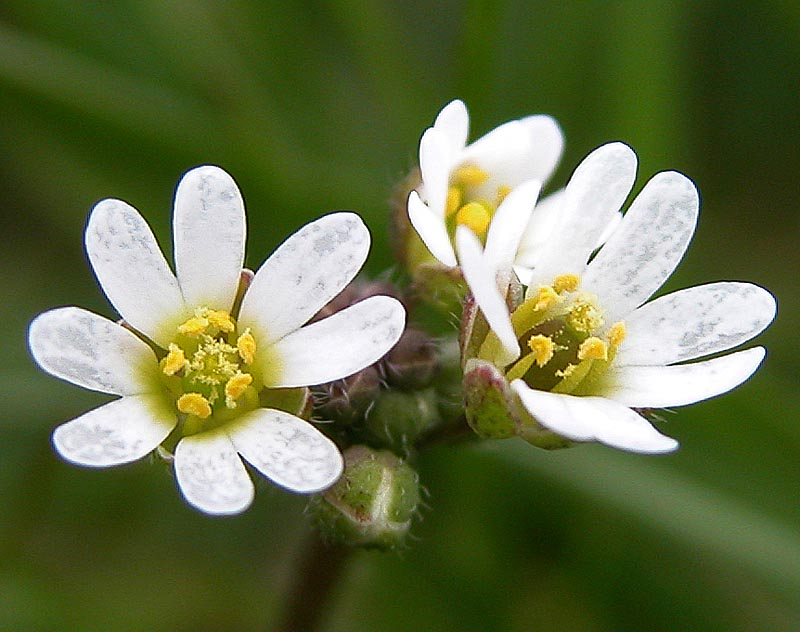
Květy zblízka
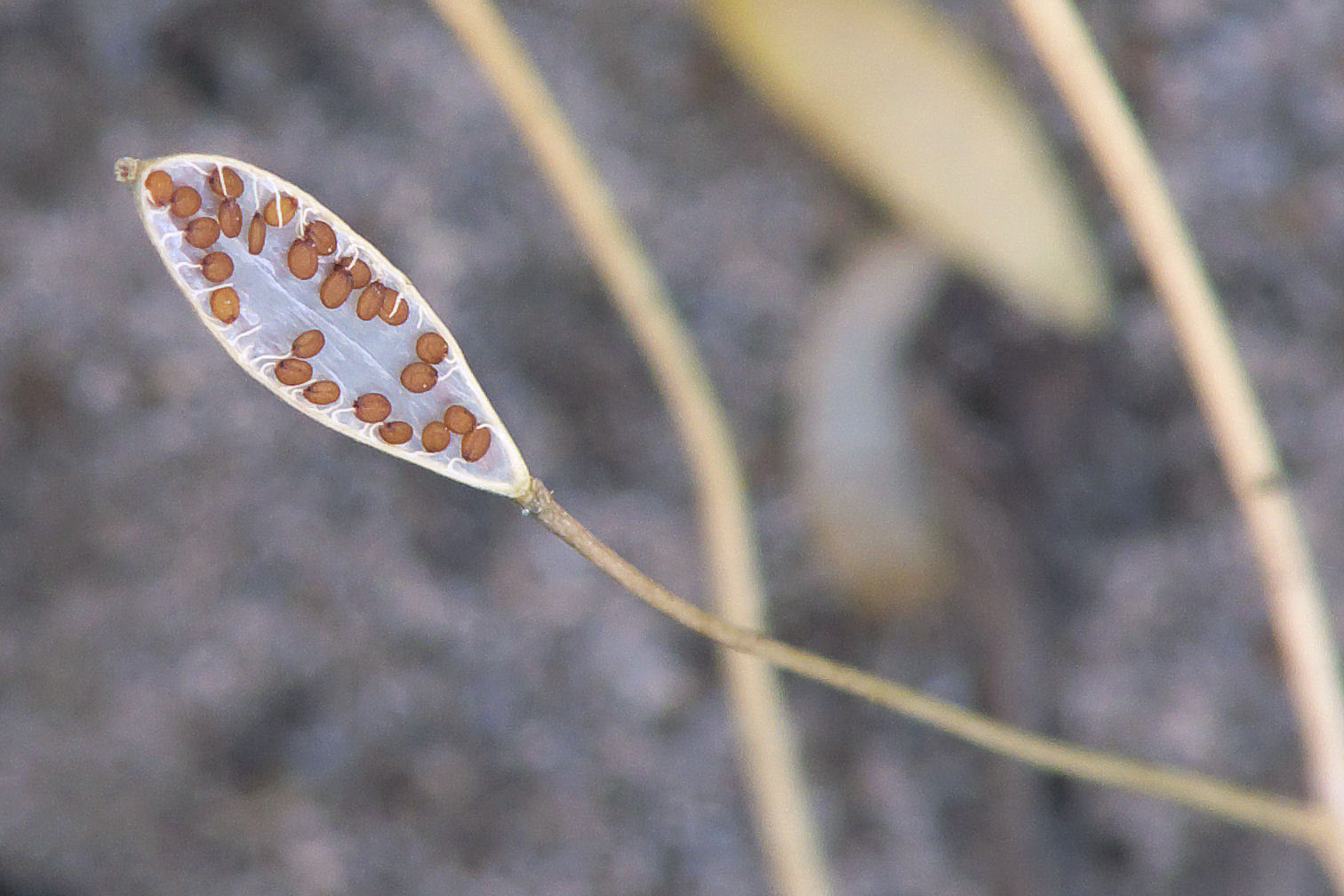
Šešulka se semeny